# 馮奉世
馮 奉世（ふう ほうせい、? - 紀元前39年）は、前漢の将軍。字は子明。先祖は戦国時代に韓支配下の上党郡で郡守に任じられ、秦に圧迫された上党の地を趙に献上して華陽君となった馮亭だが、長平の戦いで馮亭戦死後にその宗族は別れ、馮奉世の先祖は杜陵に遷った。秦の馮去疾・馮劫や秦から後に漢に仕えた馮毋択と息子の馮敬、漢の馮唐は同族である。また漢の平帝の母方の曾祖父にあたる。

## 略歴
武帝の末年に良家子の資格から選ばれて郎となった。昭帝の時、武安長に昇進したが官を失った。その後、30歳過ぎにして『春秋』を学び、兵法に通じた。前将軍の韓増が上奏して彼を軍司馬にした。本始年間の匈奴攻めに従軍し、帰還するとまた郎となった。
その折、西域諸国への使者はそれまで役目を良く果たさなかったり、汚職があったりして、西域諸国はそれに苦しんでいた。新たに使者を選ぶ際、前将軍韓増は馮奉世を推薦したので、馮奉世が衛候の官にあって節を持して大宛等への使者となった。その途中、莎車で漢で立てた王や漢の使者を殺し、漢に背こうとしていると知った馮奉世は、節によって諸国に命令し兵を集めて莎車を攻め、王を自殺に追い込み諸国を平定した。大宛は馮奉世が莎車王を殺したと知り、馮奉世への敬意はこれまでの使者とは段違いであった。
帰還すると馮奉世へ爵位を与えることが議論され、封爵を与えよという意見が多数であったが、少府蕭望之は「命令に無いことを行い諸国の兵を徴発するのを通例にしてはなりません」と反対し、宣帝も賛同したため爵位は与えられず、馮奉世は光禄大夫となり、元康4年（紀元前62年）に水衡都尉に昇進した。
元帝の代になり、初元元年（紀元前48年）に執金吾に異動した。2年後の初元3年（紀元前46年）に右将軍常恵が死亡すると馮奉世が代わりに右将軍となった。3年後には諸吏と典属国を兼任し、その2年後には光禄勲となった。
永光2年（紀元前42年）に、隴西の羌が反乱を起こした。元帝は丞相、御史大夫、将軍たちを召して議論させたところ、馮奉世は兵4万を動員し1カ月で決着を付けると主張した。丞相や他の将軍は1万人を駐屯させて守れば良いと反対したが、馮奉世は羌の反乱が拡大し4万では済まなくなると主張した。そこで2千人を増すこととされ、馮奉世が兵1万2千を率いて行くこととなった。先に派遣された校尉2名が羌に破れて殺され、羌の勢いは大変盛んであった。馮奉世は3万6千人の増員を願い出、元帝は6万人の徴発と奮武将軍任千秋の派遣を命令した。馮奉世は別の将軍は不要であると述べたが元帝は叱責した。馮奉世は兵の到着を待って進軍し、羌を大破した。
明年に馮奉世が帰還すると左将軍、光禄勲となり、関内侯の爵位を賜った。その2年後に死亡した。宿将としての功績や名声は趙充国に次ぐものであった。

## 家族
馮奉世には男子9人と女子4人がいた。

### 男子
- 馮譚 - 天水司馬・校尉を歴任した
- 馮野王
- 馮逡 - 清河都尉・隴西太守を歴任した
- 馮立 - 西河太守・五原太守・上郡太守・東海太守・太原太守を歴任した
- 馮参 - 安定太守・諫大夫・護左馮翊都水を歴任した

### 女子
- 馮媛 - 元帝の昭儀で、中山孝王劉興（平帝の父）の母
- 馮習